# Xylotrechus undulatus
Xylotrechus undulatus är en skalbaggsart som först beskrevs av Thomas Say 1824.  Xylotrechus undulatus ingår i släktet Xylotrechus och familjen långhorningar.
Artens utbredningsområde är Alaska. Inga underarter finns listade i Catalogue of Life.